# (29552) Chern
(29552) Chern est un astéroïde de la ceinture principale.

## Description
(29552) Chern est un astéroïde de la ceinture principale. Il fut découvert le 15 février 1998 à la station de Xinglong par le programme Beijing Schmidt CCD Asteroid Program. Il présente une orbite caractérisée par un demi-grand axe de 2,88 UA, une excentricité de 0,08 et une inclinaison de 6,8° par rapport à l'écliptique.

## Compléments